# Ain’t Nothin’ Goin’ on But the Rent
Az Ain't Nothin' Goin' On But The Rent című dal az amerikai Gwen Guthrie 1986-ban megjelent legnépszerűbb, és legsikeresebb kislemeze, mely az amerikai Billboard listákon az No.1 helyezést ért el, és számos országban is slágerlistás volt.
A dal CDV (Video CD) formátumban is megjelent, mely 4 különböző dalt, és egy videóklipet is tartalmaz.

## Megjelenések
CDV  Polydor – 080 086-2
1. Ain't Nothin' Goin' On But The Rent 3:26 Written-By – G. Guthrie
2. Passion Eyes 5:08 Written-By – C. Rogers
3. Good To Go Lover 6:02 Written-By – B. Hagans*, G. Guthrie
4. You Touched My Life 5:06 Written-By – G. Guthrie
5. Video Ain't Nothin' Goin' On But The Rent 4:36 Film Director [Video Director] – Michael Oblowitz, Film Producer [Video Producer] – Michael Owen,  Written-By – G. Guthrie*

12"  Polydor – 885 106-1
- A1	Ain't Nothin' Goin' On But The Rent (12" Club Mix) 5:59 Mixed By, Edited By – Larry Levan
- A2	Ain't Nothin' Going' On But The Rent (Dub Mix) 7:04 Mixed By, Edited By – Larry Levan
- B1	Ain't Nothin' Goin' On But The Rent (12" Club Mix) 7:14 Remix, Edited By – Mark S. Berry, Tony Prendatt
- B2	Ain't Nothin' Goin' On But The Rent (Dub Mix) 7:40 Remix, Edited By – Mark S. Berry, Tony Prendatt
- B3	Passion Eyes 4:35 Mixed By – Harvey Goldberg

## Slágerlista
| Év   | Dal                                   | Legjobb slágerlistás helyezés | Legjobb slágerlistás helyezés | Legjobb slágerlistás helyezés | Legjobb slágerlistás helyezés | Legjobb slágerlistás helyezés | Legjobb slágerlistás helyezés | Legjobb slágerlistás helyezés | Legjobb slágerlistás helyezés |
| Év   | Dal                                   | US                            | US R&B                        | US Dan                        | AUS                           | GER                           | IRE                           | NZ                            | UK                            |
| ---- | ------------------------------------- | ----------------------------- | ----------------------------- | ----------------------------- | ----------------------------- | ----------------------------- | ----------------------------- | ----------------------------- | ----------------------------- |
| 1986 | "Ain't Nothin' Goin' On But The Rent" | 42                            | 1                             | 1                             | 75                            | 21                            | 6                             | 1                             | 5                             |

## Közreműködő előadók
- Mérnök – Matthew "Krash" Kasha*
- Producer – Jerome Gasper
- Master – José Rodriguez
- Fényképezte – Bill Wylie
- Producer – Gwen Guthrie
- Producer – David "Pick" Conley
- Írta – Cee Rogers (dal: B3), Gwen Guthrie (dal: A,)

## A dal felhasználása
A Gwen Guthrie féle változathoz az alábbi alapokat használták fel: 
- Billy Preston – Nothing For Nothing (1974)
- First Choice – Dr Love (1977)

A dal 1986 utáni felhasználása: 
- Eddy Murphy – No Romance Without Finance (1987)
- Bits & Pieces (Dynamite Mixers) – Bill & Pieces 87 (1987)
- Sidney Youngblood – Sit And Wait (1989)
- Utah Saints – What Can You Do For Me (1993)
- Doug E. Fresh feat. K. Superior – Bounce (1993)
- Luniz – Broke Hos (1995)
- Da Bush Babes – The Ninth Presentation (1996)
- Trankilou – Bill Collectors (1996)
- Foxy Brown feat. Mya – J.O.B (1999)
- Toni Estes feat. Lil' Zane – Independent Lady (2000)
- Fatal Attraction – Be With Me (2004)
- Elephant Man – Willie Bounce (2008)
- Culture Shock – Kronix (2008)
- Tensnake – Coma Cat (2010)
- Tensnake – Coma Cat (Mark Night Korma Cat Remix) (2010)
- Behling & Simpson – U Were All Mine (2012)